# West Indies Campaign Medal
La West Indies Campaign Medal (en français : Médaille de la campagne des Antilles) était une médaille de campagne militaire américaine de la marine (US Navy) et du Corps des Marines décernée pour service sur le théâtre de campagne des Antilles de la guerre hispano-américaine. La médaille a été créée le 27 juin 1908 et le premier récipiendaire de la récompense était le rear admiral John E. Pillsbury.

## Conception
La médaille a été conçue par Bailey Banks & Biddle et ressemblait à la version marine de la Spanish Campaign Medal (médaille de la campagne d'Espagne), toutes deux représentant la forteresse Morro à l'entrée du port de La Havane.

## Critères d'attribution
Pour recevoir la West Indies Campaign Medal, un membre du service doit avoir effectué un service en mer dans les Antilles entre le 1er mai 1898 et le 16 août 1898. Cette décoration n'était décernée qu'une seule fois et aucun dispositif n'était autorisé en cas d'engagements multiples ou de participation à des combats. La décoration a rarement été décernée, car la plupart des membres de la Marine et du Corps des Marines ont reçu la Sampson  Medal (médaille Sampson) pour le service dans les Antilles, et les règlements de la Marine interdisaient de décerner à la fois la Sampson Medal et la West Indies Campaign Medal pour la même période de service.

## Obsolescence
La West Indies Campaign Medal a été déclarée obsolète par la marine américaine en 1913, à la suite d'une demande diplomatique de l'Espagne, qui souhaitait que les États-Unis cessent de décerner des médailles de service affichant les couleurs nationales de l'Espagne. En conséquence, ceux qui avaient reçu la West Indies Campaign Medal ont été autorisés à échanger cette décoration contre la Spanish Campaign Medal.

## Source
- (en) Cet article est partiellement ou en totalité issu de l’article de Wikipédia en anglais intitulé « West Indies Campaign Medal » (voir la liste des auteurs).